# Nicolás Olivari
Nicolás Olivari (* 8. September 1900 in Buenos Aires; † 22. September 1966 in Buenos Aires) war ein argentinischer Schriftsteller und Übersetzer.

## Leben
Olivaris literarische Karriere begann 1922 sehr erfolgreich mit seinem Erstlingswerk „Carne al sol“. Neben seinem eigenen Schaffen ergab sich auch immer wieder die Zusammenarbeit mit Kollegen; u. a. mit Roberto Valenti oder den Brüdern Enrique und Raúl González Tuñón. Der Regisseur Aldo Fabrizi überredete ihn 1948 in seinem Film Emigrantes mitzuwirken. Er war Mitglied der Grupo Boedo.
Zwei Wochen nach seinem 66. Geburtstag starb Nicolás Olivari am 22. September 1966 in Buenos Aires und fand dort auch seine letzte Ruhestätte.

## Werke (Auswahl)

### Als Autor
Aufsätze
- Mito y realidad del grupo „Martín Fierro“. In: Testigo. Bd. 2 (1966), S. 14–17.

Erzählungen
- Carne al sol. Cuentos. Loco Ediciones, Buenos Aires 2009, ISBN 978-987-24885-0-5.
- La noche es nuestra. Cuentos. Borocabe, Buenos Aires 1952.
- Un negro y un fósforo. Cuentos. Trenti Rocamora, Buenos Aires 1959.
- El gato escaldado. Editorial de América Latina, Buenos Aires 1966.
- La musa de la mala pata. Editorial Deucalión, Buenos Aires 1956.

Lyrik
- Pas de quatre. Poemas. Trenti Rocamora, Buenos Aires 1964.
- Mi Buenos Aires queriso. 1966.

Theaterstücke
- Un auxilio en la 34.
- La pierna de plomo.
- Cumbres Borrascosas.
- Tedio. Carro de Tespis, Buenos Aires 1964.

### Als Übersetzer
- Jean Anouilh: El ensayo o el amor castigado - Pieza en 5 actos (Le répétition ou l’amour puni). 1954.
- Salvato Cappelli: El diablo Peter (Il diavolo Peter). 1959.
- Ladislas Fodor: Ruleta (Roulette). 1959.
- Fritz Hochwälder: Donadieu (Donadiei). 1959.
- Luigi Pirandello: Liolá (Liolá). 1960.
- Nelson Rodriguez: Angel negro (Anjo negro). 1959.
- Pier Maria Rosso di San Secondo: La escalera (la scala). 1960.
- Paul Vandenberghe: Evasión (La neige etait sale). 1957.
- Louis Verneuil: Celos (Monsieur Lamberthier). 1956.